# Đại hội Đại biểu Toàn quốc Mặt trận Lào Xây dựng Đất nước
Đại hội Đại biểu Toàn quốc Mặt trận Lào Xây dựng Đất nước (tiếng Lào: ກອງປະຊຸມໃຫຍ່ ຜູ້ແທນ ແນວລາວສ້າງຊາດ ທົ່ວປະເທດ) là cơ quan lãnh đạo cao nhất của Mặt trận Lào Xây dựng Đất nước, được tổ chức 5 năm một lần. Đại hội Đại biểu Toàn quốc do Ủy ban Trung ương Mặt trận Lào Xây dựng Đất nước triệu tập dưới sự chỉ đạo của Ban Chấp hành Trung ương Đảng Nhân dân Cách mạng Lào. Số lượng tổ chức, đại biểu tham dự Đại hội Đại biểu Toàn quốc do Ủy ban Trung ương Mặt trận Lào Xây dựng Đất nước thảo luận và thống nhất.

## Nhiệm vụ
Mặt trận Lào Xây dựng Đất nước có 4 cấp:
- Cấp Trung ương (gọi là Mặt trận Lào Xây dựng Đất nước Trung ương)
- Cấp tỉnh, thủ đô (gọi là Mặt trận Lào Xây dựng Đất nước tỉnh, thủ đô)
- Cấp huyện, thành phố (gọi là Mặt trận Lào Xây dựng Đất nước huyện, thành phố)
- Cấp thôn, bản (gọi là Mặt trận Lào Xây dựng Đất nước thôn, bản)

### Đại hội Đại biểu các cấp
Tại các cấp địa phương, Ủy ban Mặt trận Lào Xây dựng Đất nước cấp tương ứng sẽ tiến hành tổ chức triệu tập Đại hội Đại biểu Mặt trận Lào Xây dựng Đất nước cấp tương ứng với nhiệm kỳ 5 năm.
Đại hội Mặt trận Lào Xây dựng Đất nước các cấp có nhiệm vụ:
- Nghiên cứu và thông qua báo cáo chính trị Ủy ban Mặt trận Lào Xây dựng Đất nước cấp mình;
- Thảo luận dân chủ đề xuất và thông qua Ủy ban Mặt trận Lào Xây dựng Đất nước cấp mình nhiệm kỳ mới;
- Thông qua các nghị quyết của Đại hội Đại biểu cấp mình;
- Hiệp thương cử đại biểu dự Đại hội Mặt trận Lào Xây dựng Đất nước cấp trên trực tiếp;

### Đại hội Đại biểu toàn quốc
Đại hội Đại biểu Toàn quốc Mặt trận Lào Xây dựng Đất nước có nhiệm vụ sau:
- Nghiên cứu và thông qua báo cáo chính trị;
- Nghiên cứu và thông qua các quy định sửa đổi điều lệ tại thời điểm họp;
- Hiệp thương dân chủ bầu và thông qua Ủy ban Trung ương Mặt trận Lào Xây dựng Đất nước nhiệm kỳ mới;
- Thông qua các nghị quyết của Đại hội Đại biểu Toàn quốc;

## Danh sách Đại hội Đại biểu toàn quốc
| Đại hội lần thứ | Thời gian     | Địa điểm                                          | Đại biểu     | Chủ tịch                | Phó Chủ tịch | Ban Thường vụ | Ủy ban Trung ương | Ghi chú |
| --------------- | ------------- | ------------------------------------------------- | ------------ | ----------------------- | ------------ | ------------- | ----------------- | ------- |
| I               | 13-15/8/1950  | Tỉnh Tuyên Quang Việt Nam                         | 150 đại biểu | Souphanouvong           | 2            | -             | 15                |         |
| II              | 6-14/1/1956   | Huyện Xon Tỉnh Huaphanh                           | 138 đại biểu | Souphanouvong           | 6            | -             | 47                |         |
| III             | 6-9/4/1964    | Huyện Viengxay Tỉnh Huaphanh                      | 227 đại biểu | Souphanouvong           | 3            | -             | 47                |         |
| IV              | 16-20/2/1979  | Quận Sikhottabong, Thành phố Viêng Chăn           | 200 đại biểu | Souphanouvong           | 3            | -             | 76                |         |
| V               | 9-11/9/1987   | Quận Sikhottabong, Thành phố Viêng Chăn           | 300 đại biểu | Phoumi Vongvichit       | 2            | -             | 94                |         |
| VI              | 17-20/1/1996  | Hội trường Quốc hội, Thành phố Viêng Chăn         | 261 đại biểu | Khamtai Siphandon       | 3            | -             | 98                |         |
| VII             | 24-26/4/2001  | Trung tâm hội nghị Quốc gia, Thành phố Viêng Chăn | 161 đại biểu | Sisavath Keobounphanh   | 4            | -             | 116               |         |
| VIII            | 15-17/5/2006  | Trung tâm hội nghị Quốc gia, Thành phố Viêng Chăn | 350 đại biểu | Sisavath Keobounphanh   | 6            | -             | 135               |         |
| IX              | 5-7/7/2011    | Trung tâm hội nghị Quốc gia, Thành phố Viêng Chăn | 500 đại biểu | Phandoungchit Vongsa    | 6            | -             | 161               |         |
| X               | 8-9/6/2016    | Hội trường Quốc hội, Thành phố Viêng Chăn         | 469 đại biểu | Saysomphone Phomvihane  | 6            | 10            | 244               |         |
| XI              | 25-26/11/2021 | Hội trường Quốc hội, Thành phố Viêng Chăn         | 581 đại biểu | Sinlavong Khoutphaitoun | 5            | 9             | 238               |         |
| Nguồn:          |               |                                                   |              |                         |              |               |                   |         |